# جامعة هامبورغ
جامعة هامبورغ ( باللغة الألمانية: Universität Hamburg (المعروفة أيضًا باسم UHH ) هي جامعة بحثية عامة تقع في ولاية هامبورغ ، في ألمانيا. تأسست الجامعة في الثامن والعشرين من شهر مارس عام 1919. يقع الحرم الجامعي الرئيسي روثرباوم ، بينما تقع المعاهد التابعة للجامعة ومراكز الأبحاث في جميع أنحاء الولاية. سبعة من الحائزين على جائزة نوبل وحائز واحد على جائزة وولف هم من خريجي جامعة هامبورغ.

## التاريخ

### التأسيس

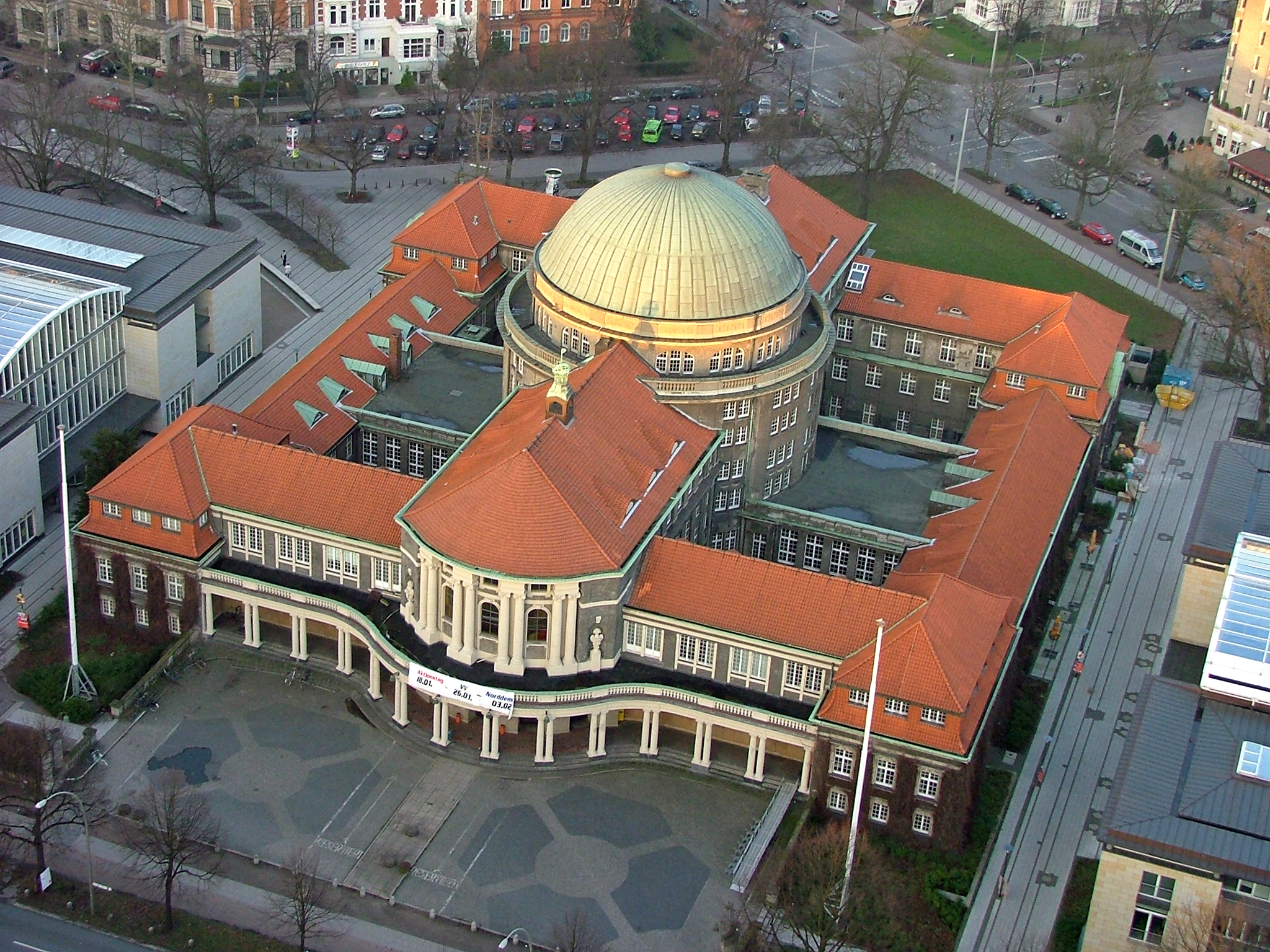
المبنى الرئيسي للجامعة (بُني عام 1911)

في مطلع القرن العشرين، تقدم بعض الأثرياء بعدة طلبات غير ناجحة إلى مجلس الشيوخ والبرلمان في ولاية هامبورغ يطالبون فيها بإنشاء جامعة. عمل السيناتور فيرنر فون ميلي على دمج المؤسسات القائمة في جامعة واحدة، لكن هذه الخطة باءت بالفشل.
في عام 1907، أسس أنصار الجامعة مؤسسة هامبورغ العلمية (Hamburgische Wissenschaftliche Stiftung)، وتبعها معهد هامبورغ الاستعماري في عام 1908. دعمت مؤسسة هامبورغ العلمية توظيف العلماء كرؤساء لنظام المحاضرات العامة وقامت بتمويل رحلات البحث، في حين كان المعهد الاستعماري مسؤولاً عن جميع مسائل التعليم والبحث المتعلقة بالأقاليم الخارجية. في عام 1911 تم افتتاح أول مبنى للمحاضرات في ولاية هامبورغ، والذي أصبح فيما بعد المبنى الرئيسي للجامعة. لاحقا تم تأجيل خطط تأسيس الجامعة نفسها على اثر اندلاع الحرب العالمية الأولى.
بعد الحرب العالمية الأولى، اختار مجلس الشيوخ فون ميلي رئيسًا للبلدية. فكان هو ورودولف روس من المدافعين عن عمليات إصلاح التعليم في هامبورغ، وتمكنا من تمرير قانون يقضي بإنشاء الجامعة بالاضافة الى مدرسة ثانوية للكبار. في تاريخ 28 من شهر مارس عام 1919، فتحت جامعة هامبورغ أبوابها لأول مرة. كانت من أوائل الكليات في الجامعة كلية الحقوق والعلوم السياسية والطب والفلسفة والعلوم الطبيعية.

## حرم الجامعة
تتكون جامعة هامبورغ من أكثر من 180 مبنى متفرقة في جميع أنحاء ولاية هامبورغ.  يقع المبنى الرئيسي في مورفايدي مقابل محطة دامتور، ولا يعتبر المبنى بعيدًا عن الحرم الجامعي الرئيسي. تقع مكتبة ولاية هامبورغ ومكتبة الجامعة، وقاعة أودي ماكس، أرشيف جامعة هامبورغ والعديد من المباني التعليمية الأخرى في تلك المنطقة. بينمت تقع المجموعة الثانية من مباني الجامعة حول ساحة مارتن لوثر كينج في الحي نفسه. يقع قسم علم الأحياء في فلوتبيك، وانتقل قسم علوم الحاسوب إلى ستيلينجن عام 1991. تقع كلية الطب في مستشفى جامعة هامبورغ-إيبندورف .

## الأكاديميون
اعتبارًا من مطلع الأعوام الدراسية التالية 2020-2021، بلغ إجمالي عدد طلاب الجامعة أكثر من 44000 طالب، مع التحاق 10000 طالب جديد كل عام.  بينما تم تسجيل ما يقارب 5500 مرشحت للدكتوراه. يتم تقديم 149 تخصصًا مختلفًا من قبل ست كليات مع ما يقرب من 700 أستاذ يشاركون في التدريس والبحث. بالإضافة إلى ذلك، يعمل بالجامعة أكثر من 3600 عضو هيئة تدريس وأكثر من 7000 عضو هيئة إدارية وفنية.  تدعم جامعة هامبورغ سبعة مراكز بحثية تعاونية (بالألمانية: Sonderforschungsbereiche ) برعاية مؤسسة الأبحاث الألمانية .

### التصنيفات
وفقًا لتصنيف كيو اس العالمي للجامعات لعام 2025، احتلت الجامعة المرتبة 191 عالميًا، مما يضعها ضمن أفضل 10 جامعات في المانيا. أدرجت تصنيفات مجلة تايمز للتعليم العالي العالمية للجامعات لعام 2024 الجامعة في المرتبة 136 عالميًا. علاوة على ذلك، يضع التصنيف الأكاديمي للجامعات العالمية لعام 2023 الجامعة ضمن نطاق عالمي يتراوح بين 201 و300، وهو ما يتوافق مع تصنيفها الوطني الذي يتراوج بين التصنيف 10 حتى 19.

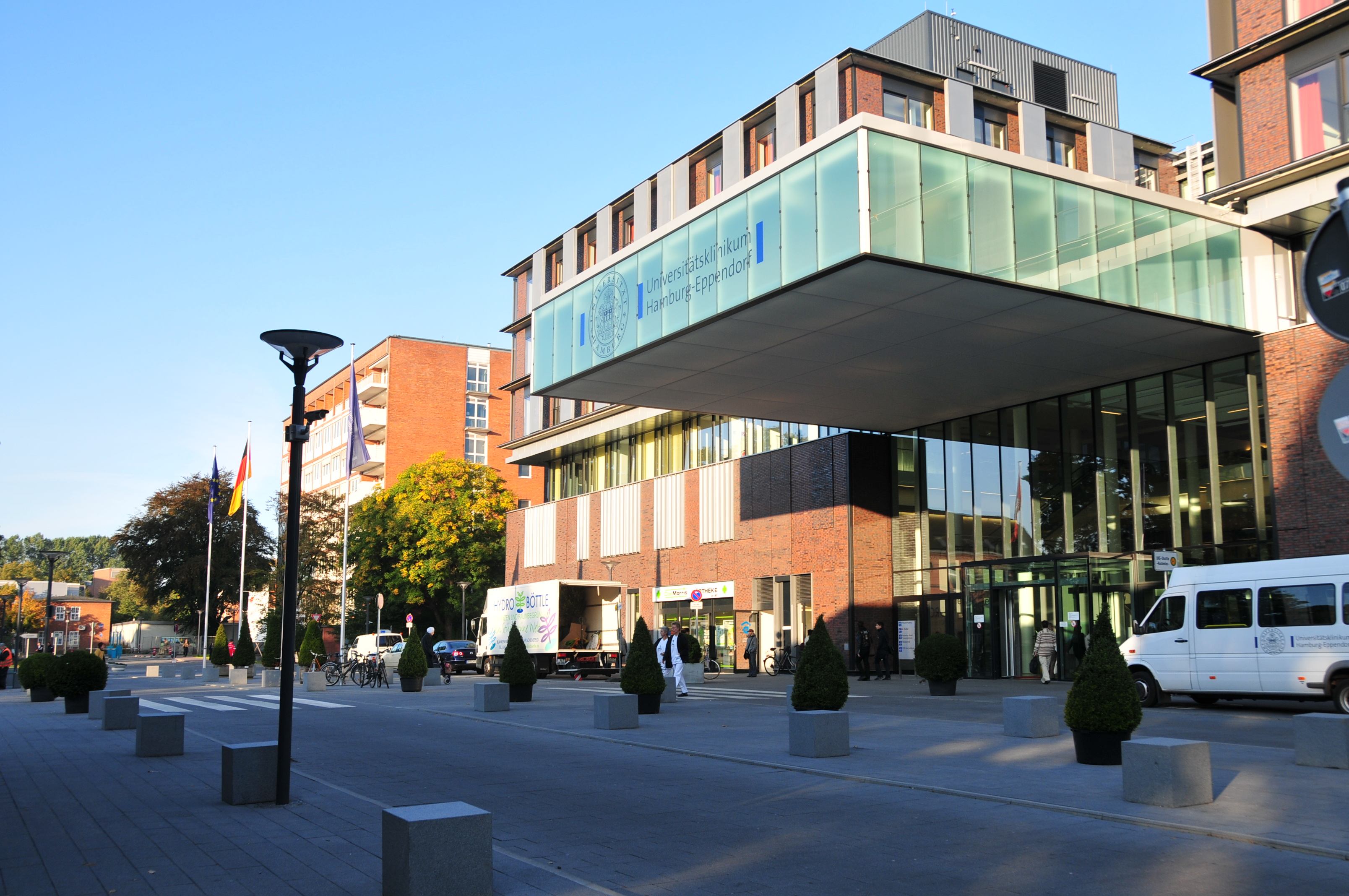
المركز الطبي الجامعي هامبورغ-إيبندورف

## راجع أيضا
- التعليم في هامبورغ
- جامعة هامبورغ للتكنولوجيا
- قائمة الجامعات والكليات المتخصصة في الغابات
- قائمة الجامعات الحديثة في أوروبا (1801-1945)
- قائمة الجامعات في ألمانيا